# Diecezja vácka
Diecezja vácka – jedna z 3 diecezji w metropolii jagierskiej. Powstała w 1008. Katedrą diecezji jest Katedra Wniebowzięcia Najświętszej Maryi Panny i św. Michała Archanioła w Vácu.
Od 31 maja 1993 jest częścią metropolii jagierskiej w Egerze.

## Biskupi
- biskup ordynariusz – ks. Zsolt Marton (od 2019)
- biskup pomocniczy – ks. Lajos Varga (od 2006)
- biskup senior – ks. Miklós Beer

## Bibliografia

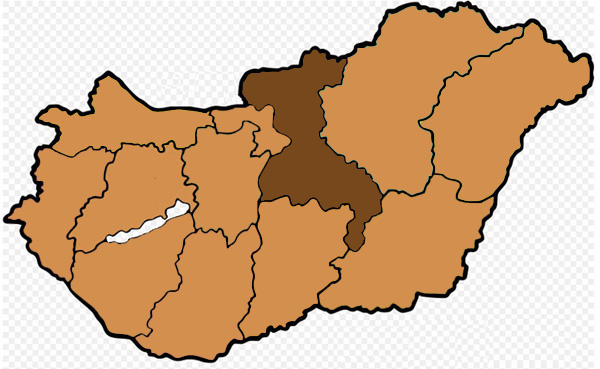
Diecezja vácska